# Ivar Johnsson

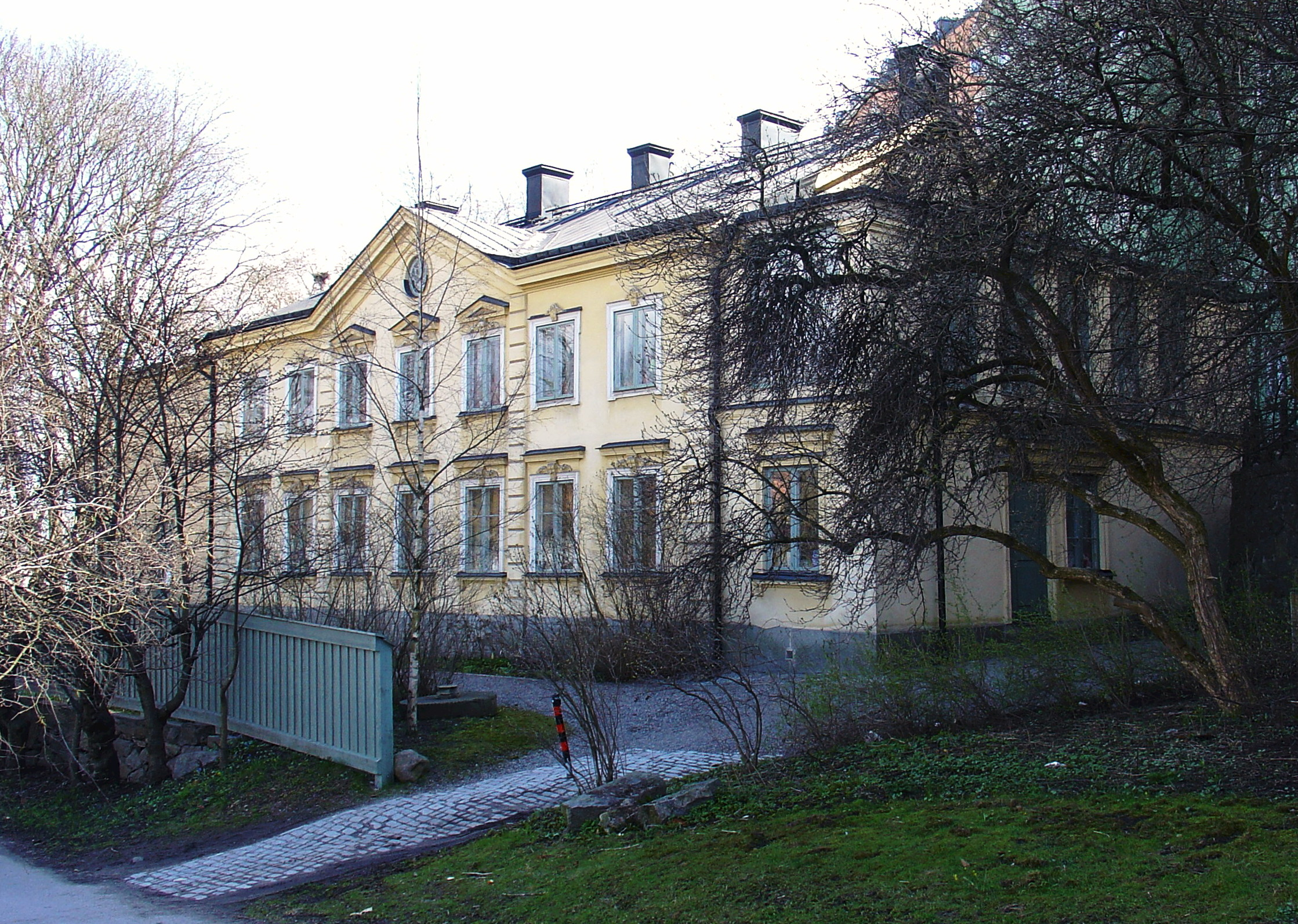
Malmgården Heleneborg på Södermalm i Stockholm, där Ivar Johnsson hade sin ateljé under åren 1920-1970.

Ivar Viktor Johnsson, född 12 februari 1885 i Vittskövle församling i Kristianstads kommun, död 16 augusti 1970 i Högalids församling i Stockholms län, var en svensk skulptör och formgivare. 
Johnsson var medlem av konstnärsgruppen De tolv. Han var klassicist och arbetade i en uttrycksfull stil. Mest känd är Johnsson som monumentalskulptör och många av hans verk finns på offentliga platser i Sverige. Från 1920 fram till sin död 1970 bodde han på malmgården Heleneborg på Södermalm i Stockholm, där han också hade sin ateljé. 

## Biografi
Johnssons far var stuteriföreståndaren vid Vittskövle gods Ola Johnsson och hans mor Ingrid Mathilda Ingvarsson. Ivar Johnsson var gift med teckningsläraren Vavi Schlyter-Johnsson.
Han växte upp på stuteriet tillsammans med sin äldre bror Otto John (1881–1948) och gick i folkskolan där. Under tre år arbetade han på stuteriet efter att han hade gått klart folkskolan och det var under den tiden han utvecklade sitt intresse för teckning och skulptur. Johnsson gjorde bland annat modeller efter illustrationer i tidningar och böcker.

## Utbildning
År 1902 började Johnsson studera vid konstindustriella skolan vid Kulturhistoriska museet i Lund och utbildade sig till möbelarkitekt. Han hade sparat ihop pengarna själv. Det var nu som Johnsson träffade bildhuggaren Henry Nilsson (1882–1922), som också kallades för bildhuggaren från Gulastorp. Hans intresse för modellering och skulptur väcktes fullt ut. 
1906 reste Johnsson till Stockholm för att utbilda sig på Tekniska skolan. 1908 tog han examen därifrån och fortsatte åren 1908–1911 på Konstakademien i Stockholm. Han fick Konstakademiens kanslersmedalj för en träskulptur. Direkt efter sin examen från Konstakademien reste han på resestipendium till Paris där han stannade i ett år under 1911–1912. Det kom att bli ett dramatiskt år i Johnssons utveckling.
Fram till år 1911 hade Johnsson, precis som så många andra, arbetat enligt Auguste Rodins inflytande kring en impressionistisk formgivning, med en obestämd, uppluckrad och detaljerad yta. Efter studieåret i Paris ändrades detta till en mer detaljfri slät yta, som bildade en tydlig gräns för skulpturens gestalt. Detta upptäckte Johnsson först i Paris trots att skulptörer som Carl Milles i Sverige och Aristide Maillol redan arbetat på det sättet i snart 10 år. För att bli en av de tongivande konstnärerna i den nya stilen fanns det de som sade att Johnsson föddes 10 år för sent.

## Konstnärskarriär

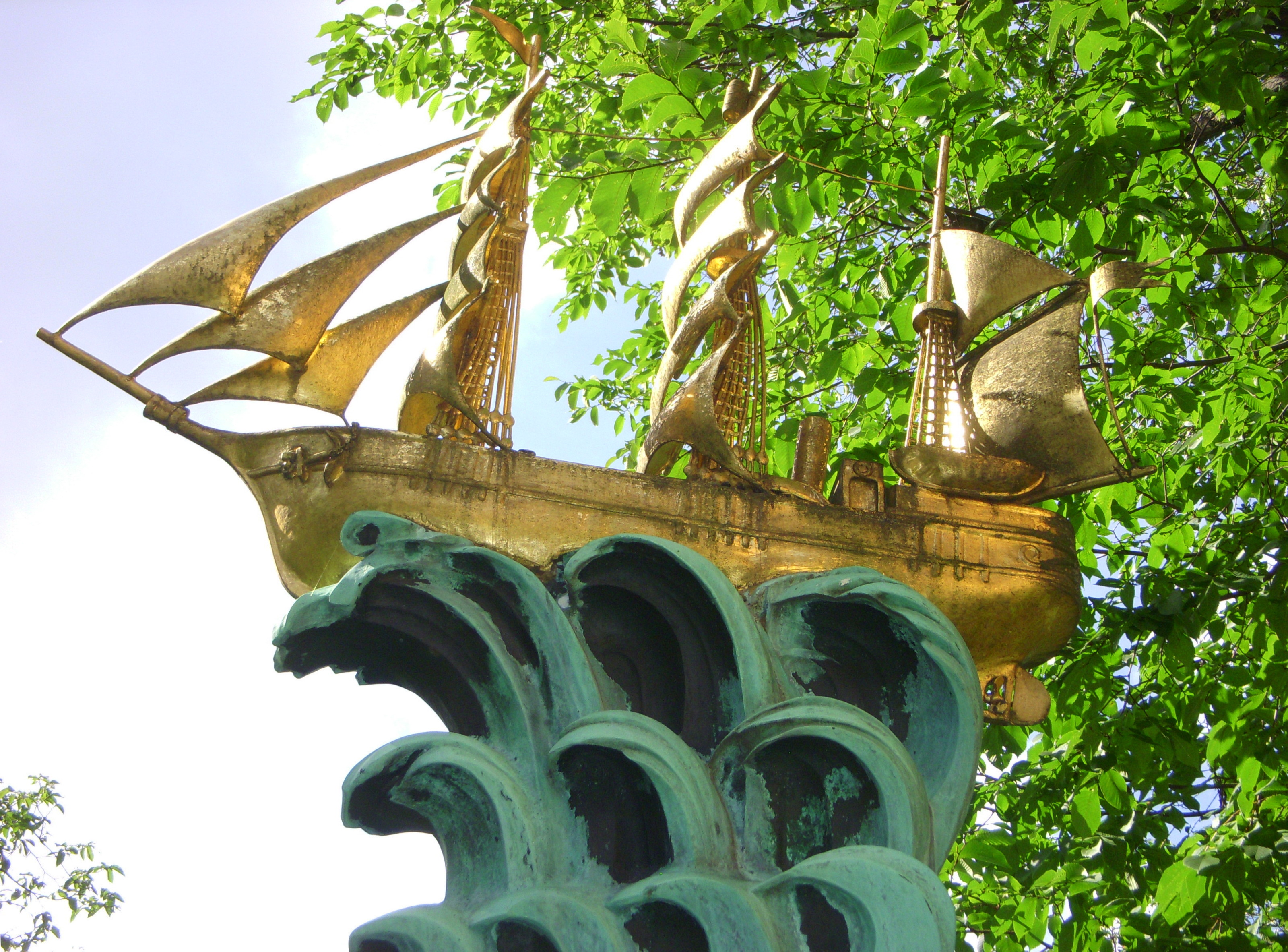
Vegamonumentet (1930) vid Stockholms gamla observatorium.

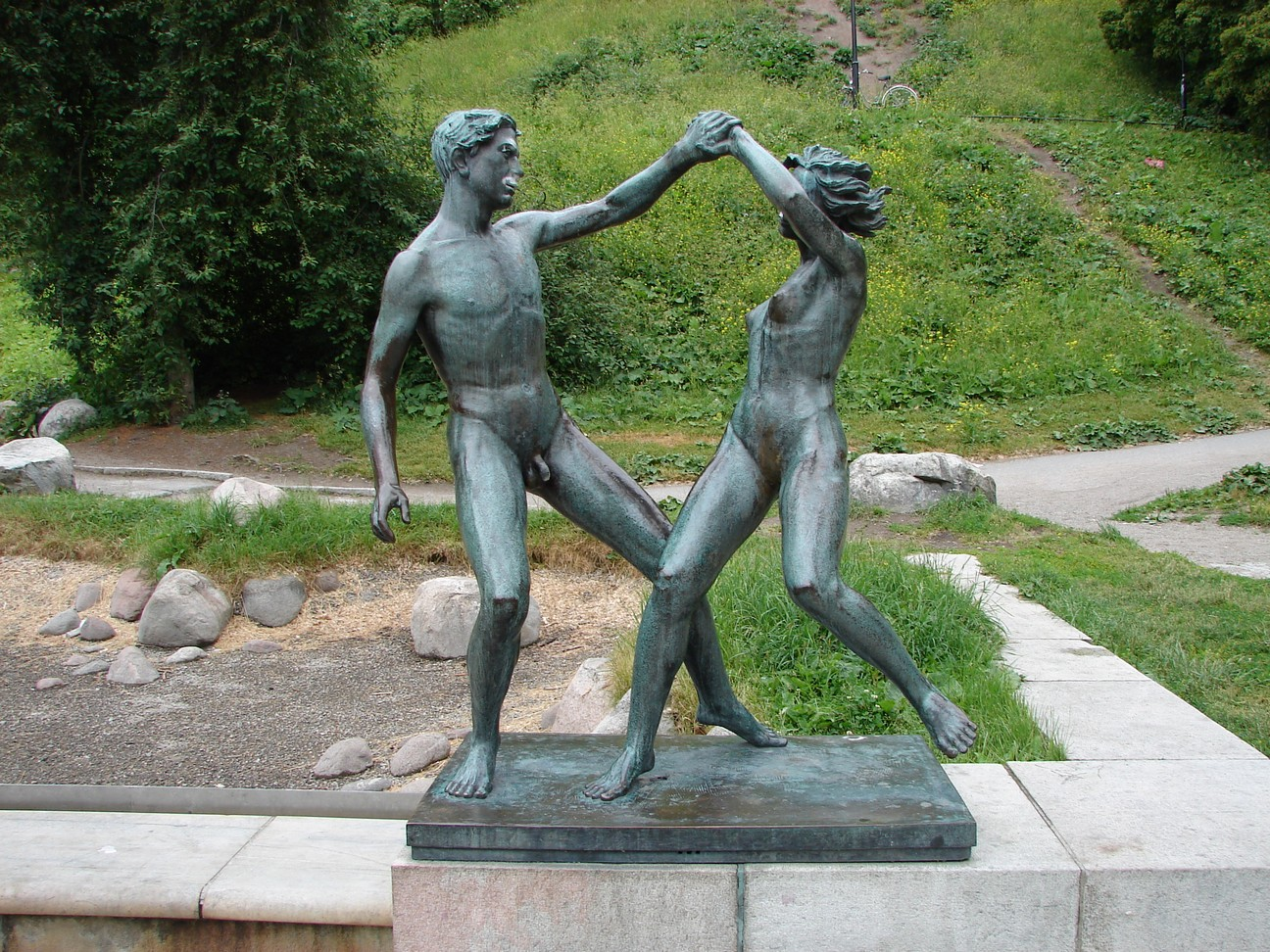
Dansande ungdom (1937) i Observatorielunden, Stockholm.

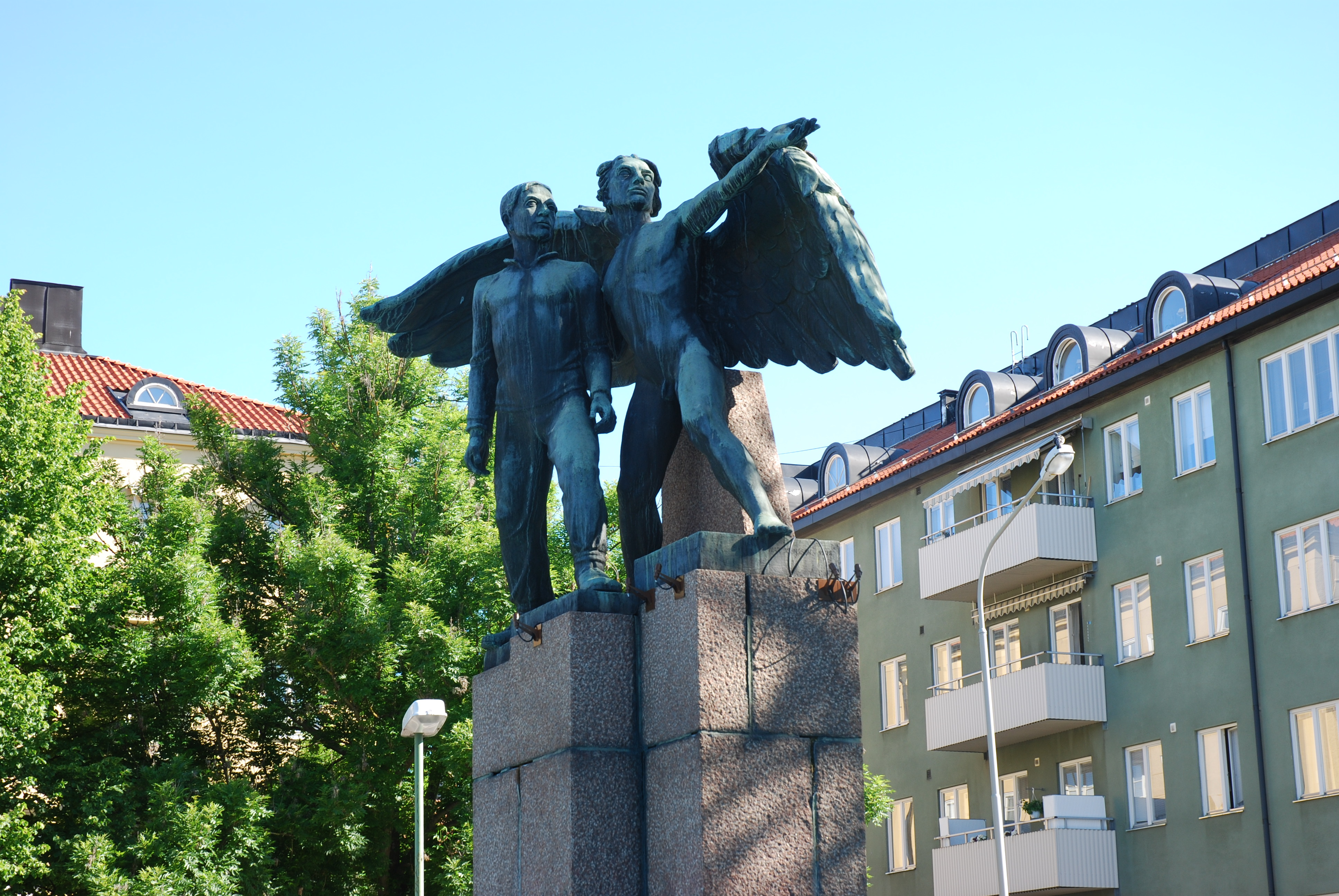
Mannen och hans genius (1944) i Linköping.

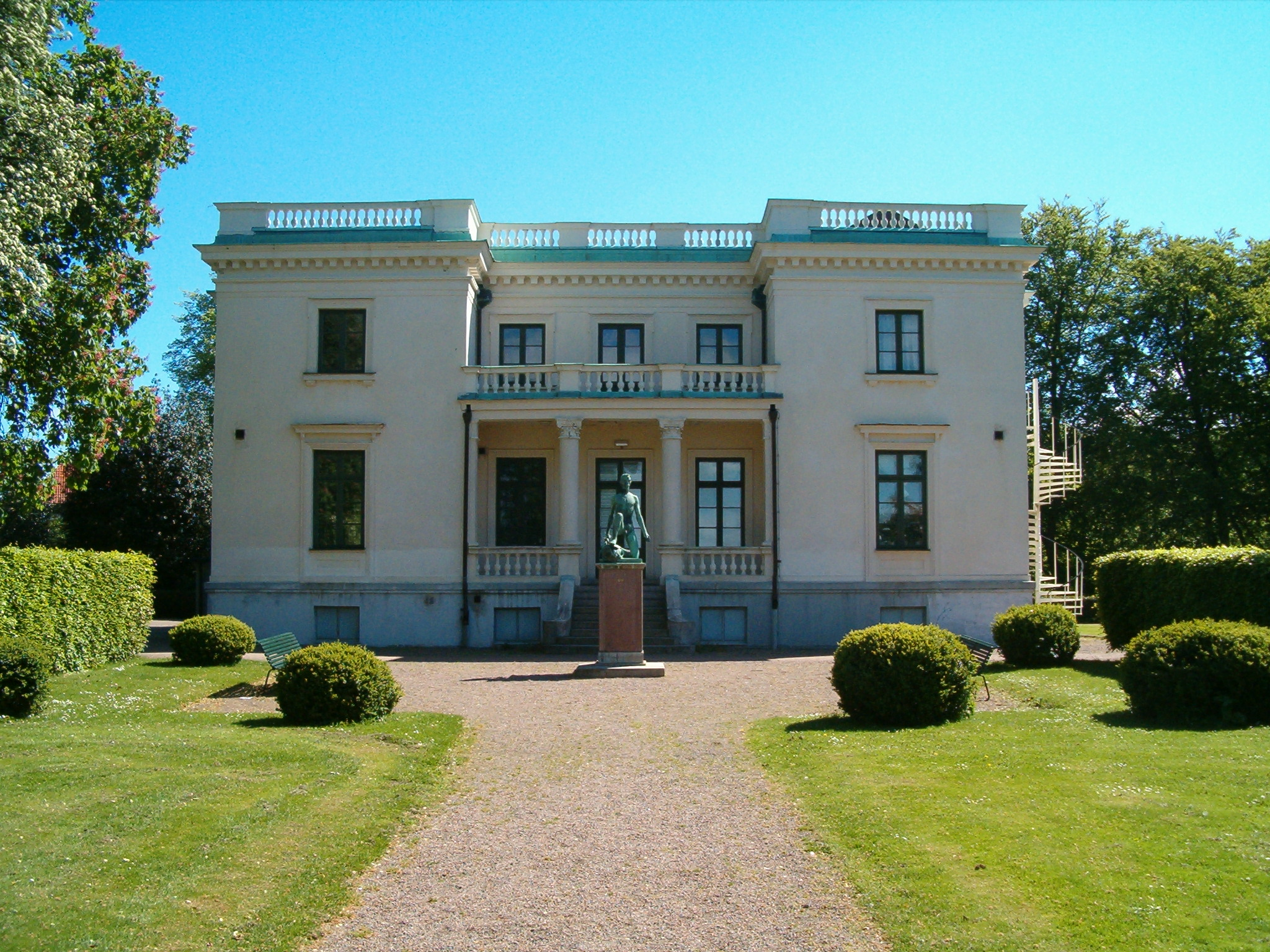
Konstgalleriet Vikingsberg i Helsingborg. Fasad mot Öresund med statyn David (1921) i förgrunden.

Johnssons skulpturer från tiden före Parisresan, till exempel Sjuk flicka från 1909, blev nu gammalmodiga. I Paris blev han inspirerad av Maillol som han tog till sig, fastän med sin egen "touch". Detta visar sig till exempel i skulpturen Kvinnohuvud från 1912. Han återvände kort till Sverige, där han gifte sig med textilkonstnären Svanhild (kallades för Vavi) Elina Maria Schlyter (1887–1971). Tillsammans fick de sonen Tomas. 1913 reste Ivar Johnsson och Vavi till Italien, där han nu med en stor nyfikenhet och intresse tog del av det senaste inom konsten. Redan år 1914 blev de dock tvungna att återvända till Sverige på grund av första världskriget, men de bosatte sig ett kort tag i Köpenhamn. Johnsson fick uppdrag i samband med Tekniska skolans nybyggnation och de reste därför snart till Stockholm. Vid Tekniska skolan fick han en tjänst som lärare 1918, och 1922 blev han ledamot av Konstakademien. 
Ivar Johnsson har skapat ett stort antal offentliga konstverk där det första var Flickan och sjötrollen i Göteborg år 1919. De kanske viktigaste konstverken är dock Vegamonumentet år 1930 i Stockholm, fontänskulpturgruppen Arbetets ära och glädje år 1942 i Eskilstuna, Tycho Brahe på Ven år 1946, Livets brunn i Skövde år 1956 och Yngling bestiger häst år 1956 i Gamla stan i Stockholm.
Johnsson har mest blivit känd som en monumentalskulptör med verk över nästan hela landet, många av dem välkända. Han kom att få en rad utmärkelser för sina konstverk med bland annat Konstrådets pris år 1946 och Sergelpriset år 1950. 
Johnsson har skapat märkliga porträtthuvuden av Per Albin Hansson (1925), Ivar Bendixson (1927), Martin Olsson (1942) och Prins Eugen (1942). Konsthistorikern Henrik Cornell har beskrivit dessa på följande sätt: "Formens förenkling är i flera av porträtthuvudena nästan virtuosmässigt förd till det yttersta. Med ett minimum av detaljer har han skapat såväl likhet med modellen som utpräglad karaktär."
Johnsson skulpturer karaktäriseras av "att hans verk till skillnad från Maillols äger mycken dramatik och uttrycksfullhet, egenskaper, som man inte lätt anade av hans personliga framträdande. Å andra sidan ger han inte sin dramatiska fantasi någon obegränsad frihet. Han är ingen experimentator som Milles, vars skapande bestod av ett nästan vulkaniskt utkastande av skisser, utgörande ett otal variationer av det avsedda temat. Den starkt behärskade J var från början av varje arbete fastare bunden av den mera bestämt uppfattade slutliga gestalten".
Johnsson dog år 1970 i Stockholm och ligger begravd i Högalidskyrkan på Södermalm, i närheten av malmgården Heleneborg där han bodde under åren 1920–1970.

## Offentliga verk i urval
- Flickan och sjötrollen (1919), granit, Kungsparken i Göteborg
- David (1921), brons, utanför konstmuseet Vikingsberg, Landborgen i Helsingborg och i Zürich
- Utsmyckning av Kungliga Tekniska högskolan i Stockholm; södra fasadens åtta granitskulpturer på temat utbildningslinjer, fyra granitskulpturer på Stora gårdens östra fasad, tornurets två bronsfigurer(dagen och natten), fontänfiguen mitt på gården (Flicka på delfin, huggen i granit), tre fasadfigurer på Tessingården
- De fyra hermerna (Sokrates, Aristoteles, Platon och Sofokles) på Stockholms universitets fakultetsbyggnad på Norrtullsgatan (idag Studentpalatset)
- Solen befruktar jorden, skulptural utsmyckning på Kungsträdgårdsgatan 16 i Stockholm
- Matteus-figuren i huvudentrén, samt altarskåpets figurer, i Matteuskyrkan i Stockholm
- Den vrede Apollo (1927), brons, Stadsbiblioteket i Norrköping
- Iliaden (1927), reliefer i svart stuck i Stockholms stadsbiblioteks huvudbyggnad
- Tiden Genius (1929), Pildammsparken i Malmö
- Vega-monumentet (1930), framför Naturhistoriska Riksmuseet i Stockholm, och en replik i mindre skala vid Observatoriet, Observatorielunden i Stockholm
- Kvinna vid havet (1934), även kallad Sjömanshustrun, i Göteborgs hamn
- Mannen med islandströjan (1934), Västertorp i Stockholm
- Trons fontän (1935), innergården till Lunds stifts kansli i Lund
- Dansande ungdom (1937), vid dammen i Observatorielunden i Stockholm
- Reliefer på porten till Hässelby villastads kyrka, 1939
- Relief (1939), ekebergsmarmor, en fasadfris över temat Arbete och livsbejakelse över entrén till hörsalen vid Östergötlands länsmuseum i Linköping; Takreliefen vid hörsalens exteriör var ett undantag beträffande byggnadens funktionalistiska stil, där bara nödvändiga dekorationer skulle få förekomma. Exteriören skulle också visa kulturens kamp mot våldet och var tänkt som en marmorfris från Parthenontemplet i Aten, enligt Helge Zimdal. Det klassiska draget var kanske en eftergift åt de monumentala förväntningarna. Det andra undantaget från stilens ideal med rena ytor som arkitekterna gjorde var att de livade upp ytterväggarnas ytor med krumelurer i en del tegelstenar spridda över byggnaden.
- Arbetets ära och glädje (1942), brunn i marmor och granit, vid Fristadstorget i Eskilstuna
- Mannen och hans genius (1944), brons på hög granitsockel, Raoul Wallenbergs plats, Vasavägen i Linköping
- Relief i ljus granit, allegori över de fyra elementen, på Åtvidabergshuset hörnet Hamngatan/Kungsträdgårdsgatan i Stockholm
- Staty av Tycho Brahe (1946), granit, Ven
- Livets brunn (1950), brons, Skövde: (Såningsmannen, Ynglingen, Den gamla och Våldet)
- Torgny Segerstedtmonumentet (1951), monolit i granit, Vasaplatsen i Göteborg[8]
- Porträttbyst av Gustav Möller (1952), diabas, Folkets Park, Malmö
- Pojke bestigande häst (1956), Tyska stallplan, i Gamla stan i Stockholm (variant i granit av Ynglingen från 1950)
- Morgon, kanslihusannexets gård i Gamla stan i Stockholm
- Fredsmonument (1955) på Stora torget i Karlstad
- Familjen (1957), Östra Ringvägen i Västerås
- Vapenbrev utdelas (1963), stadsfullmäktigs sessionssal, Malmö rådhus

- Johnsson är representerad vid bland annat Nationalmuseum[9] i Stockholm och Arkivet för dekorativ konst[10] i Lund.

## Galleri

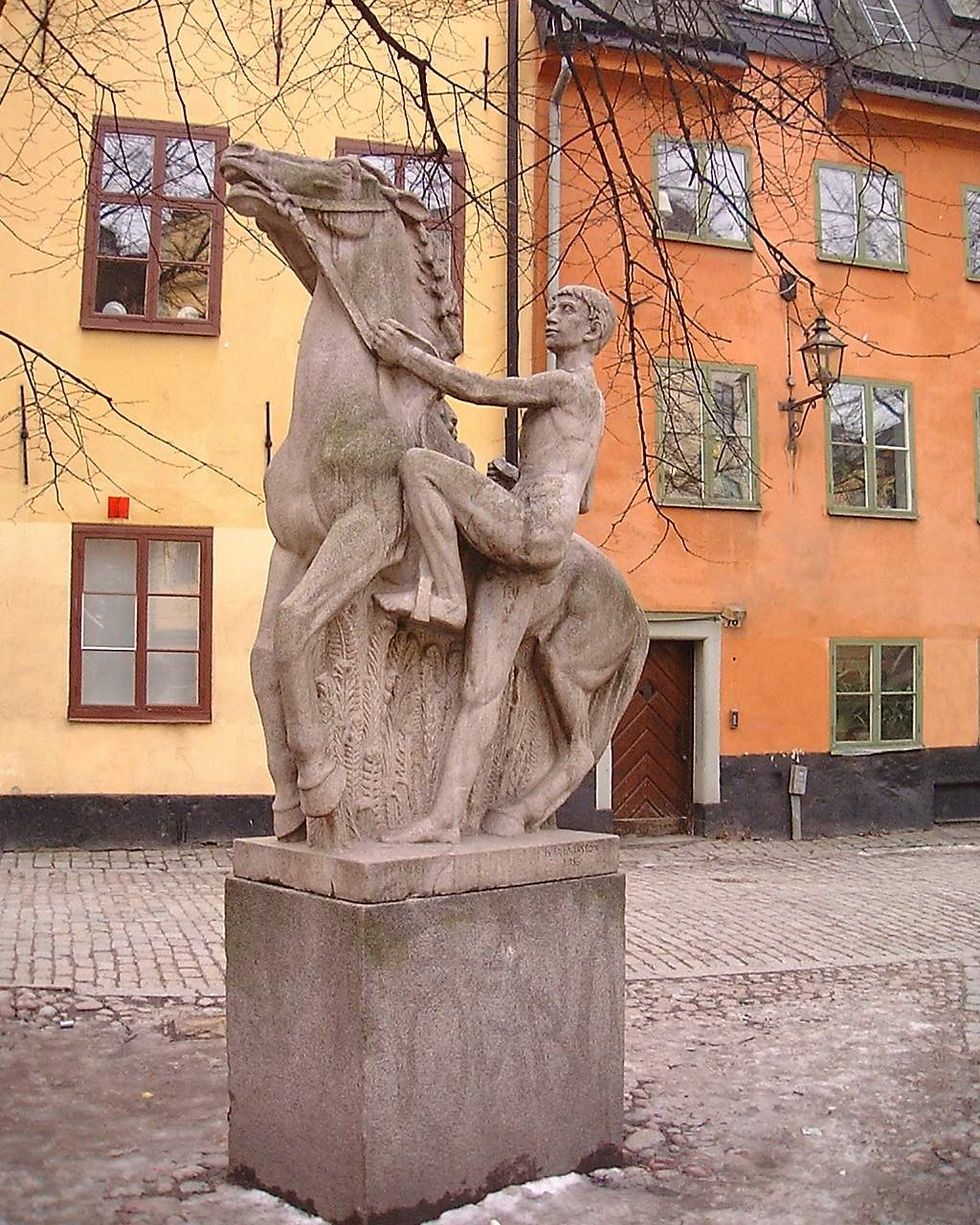
Pojke bestigande häst, granit, Tyska stallplan i Stockholm (1956)
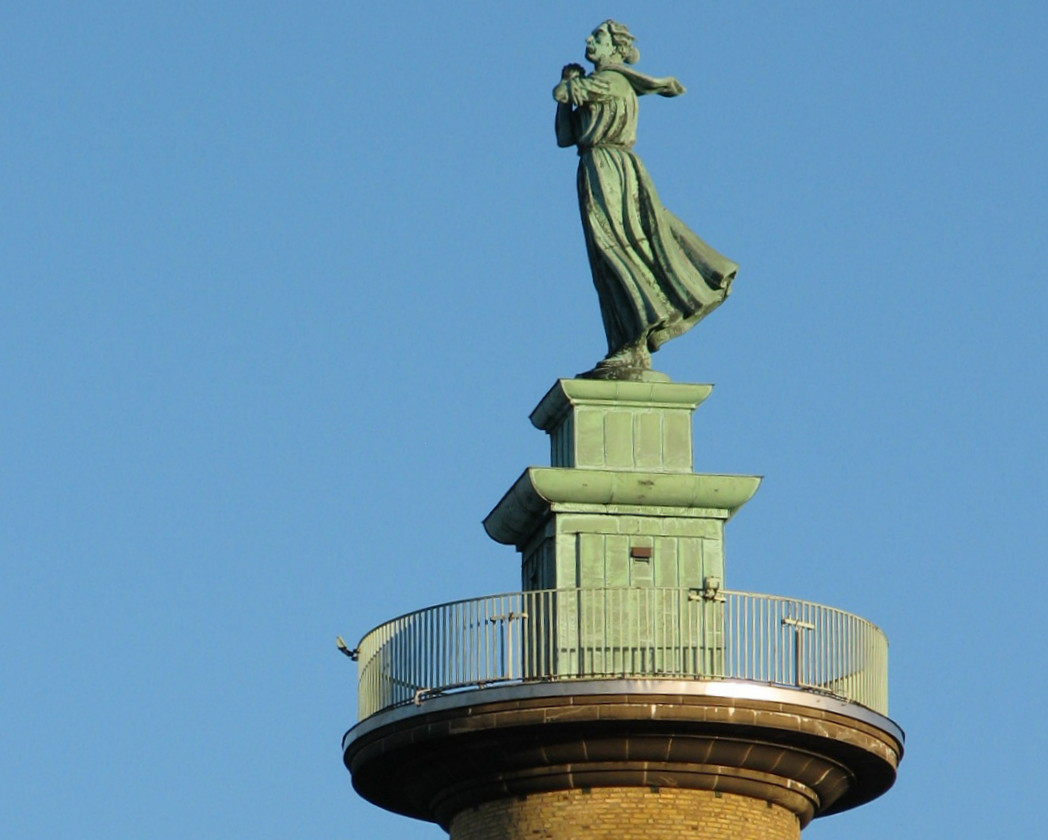
Sjömanshustrun (1934)
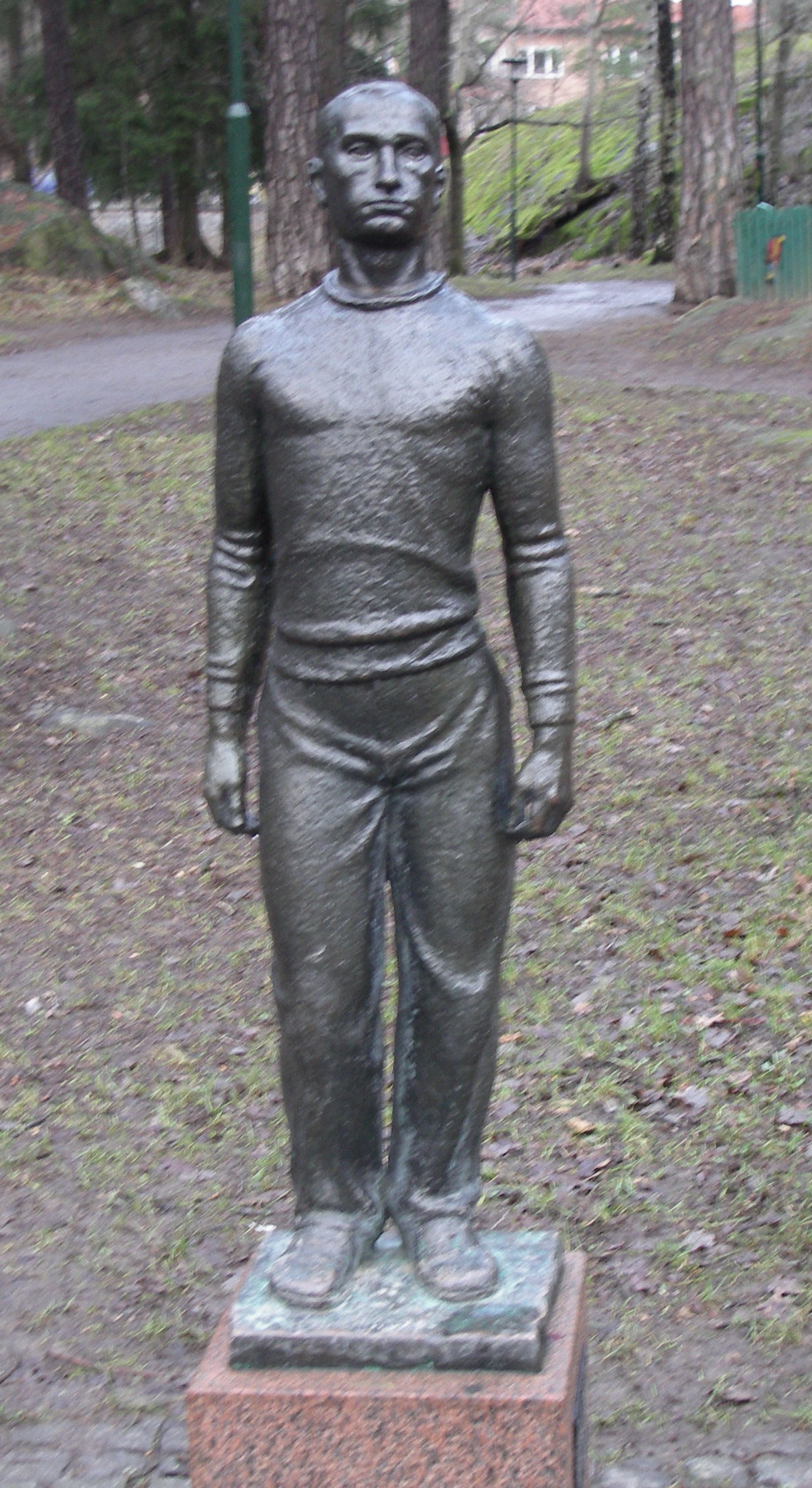
Mannen med islandströjan brons (1934), Västertorp, Stockholm
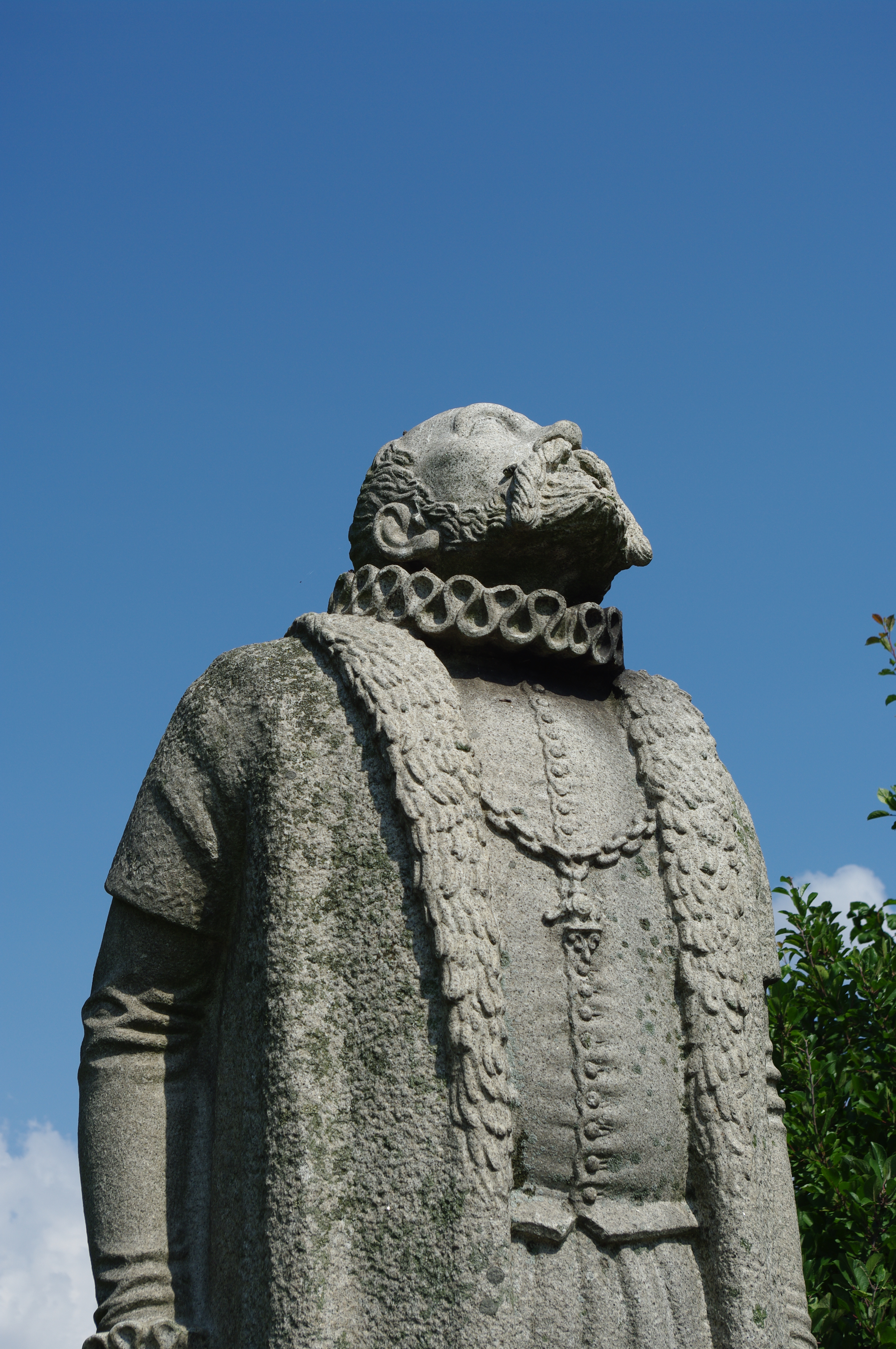
Tycho Brahestatyn på Ven (1946).
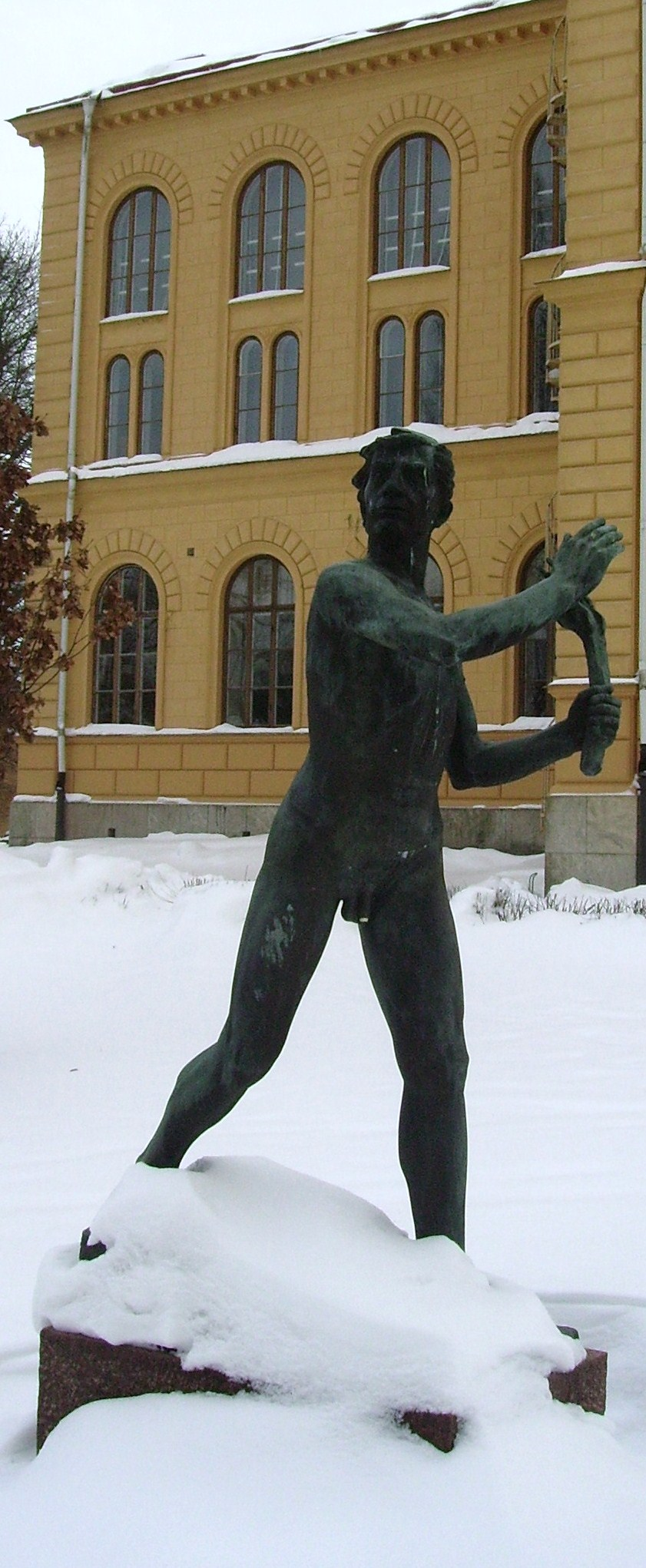
Prometheus (1954), Nyköping
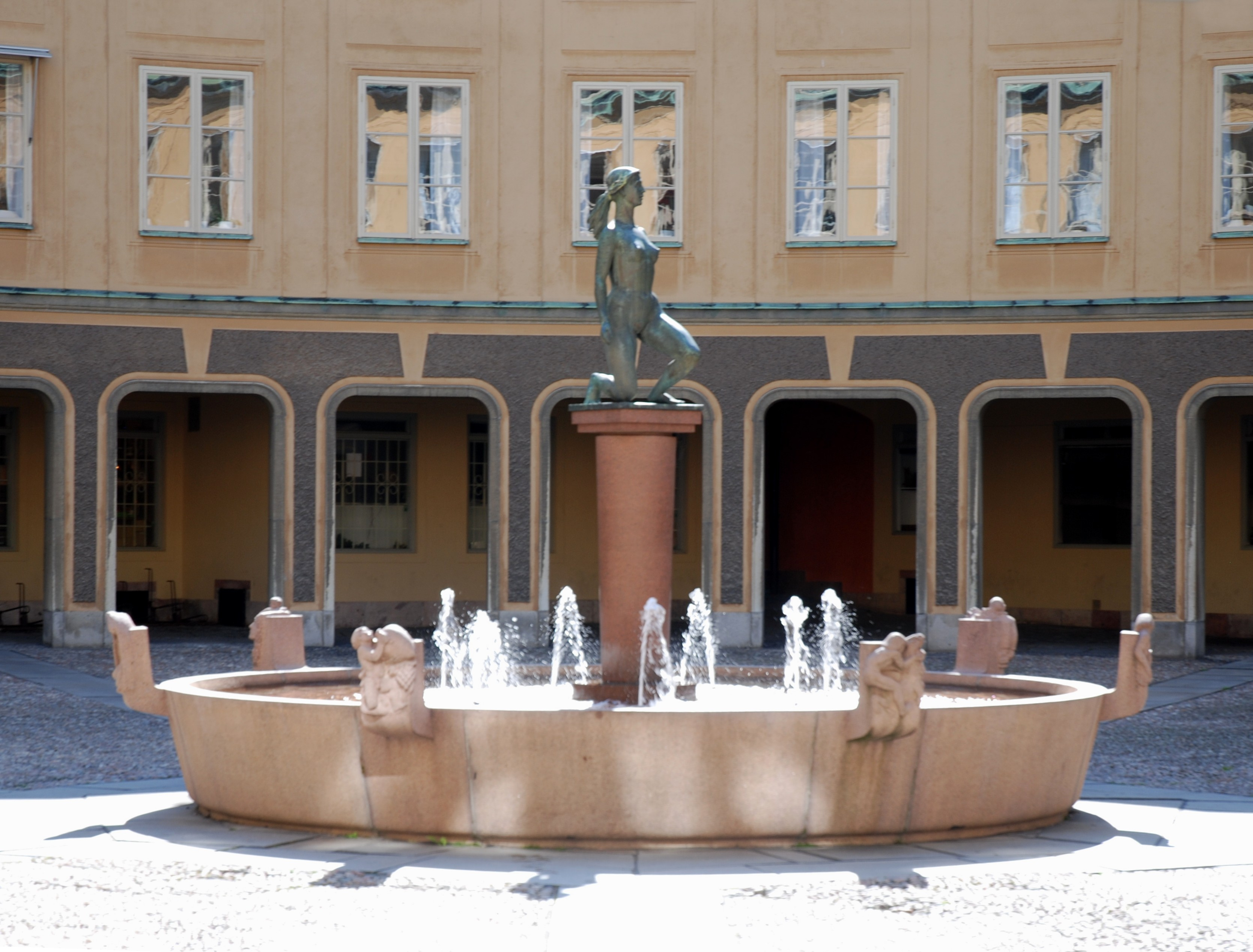
Morgon (1960), gamla Kanslihusannexet i Gamla stan i Stockholm
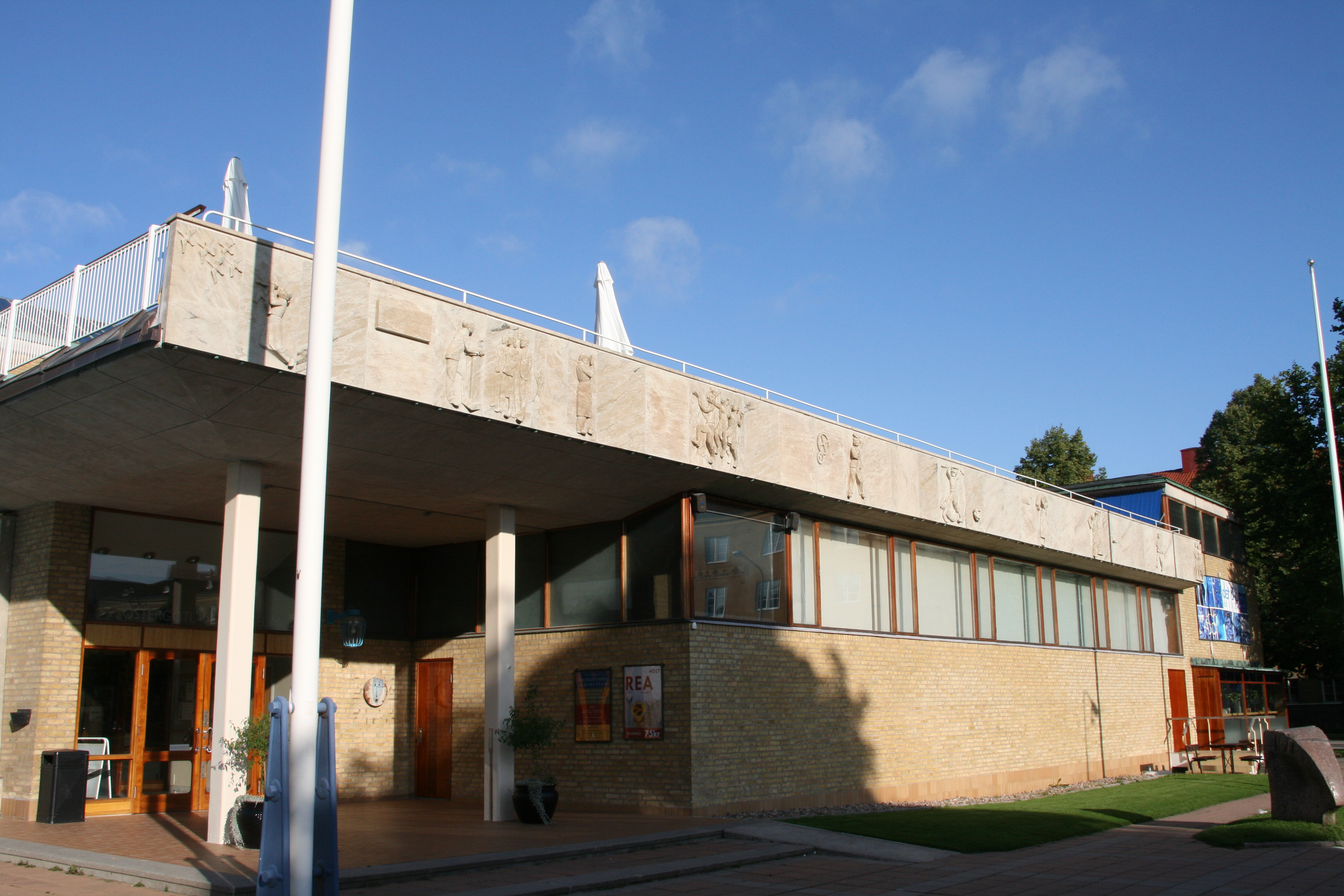
Relieffris över entrén till Östergötlands länsmuseum (1939)
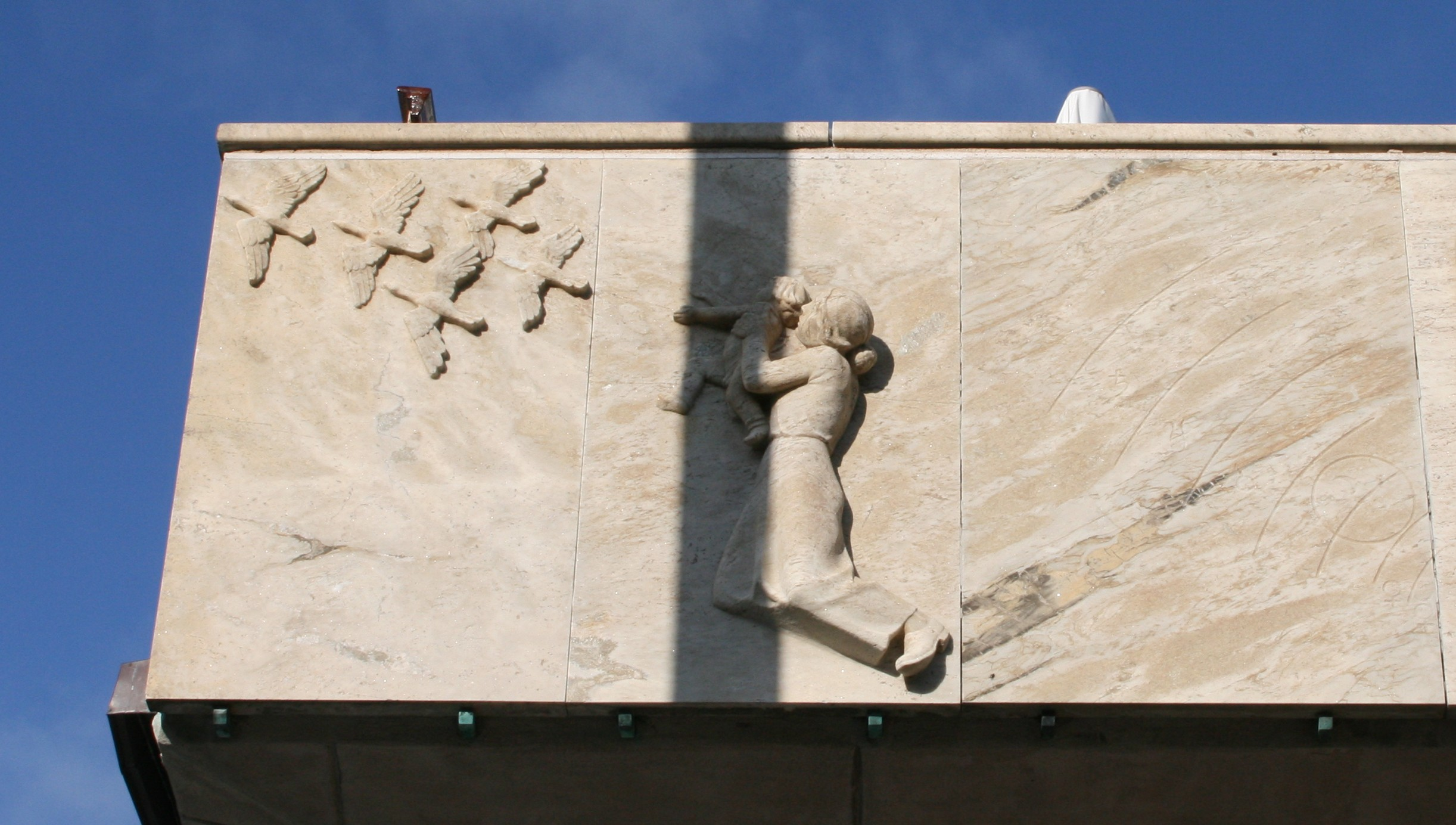
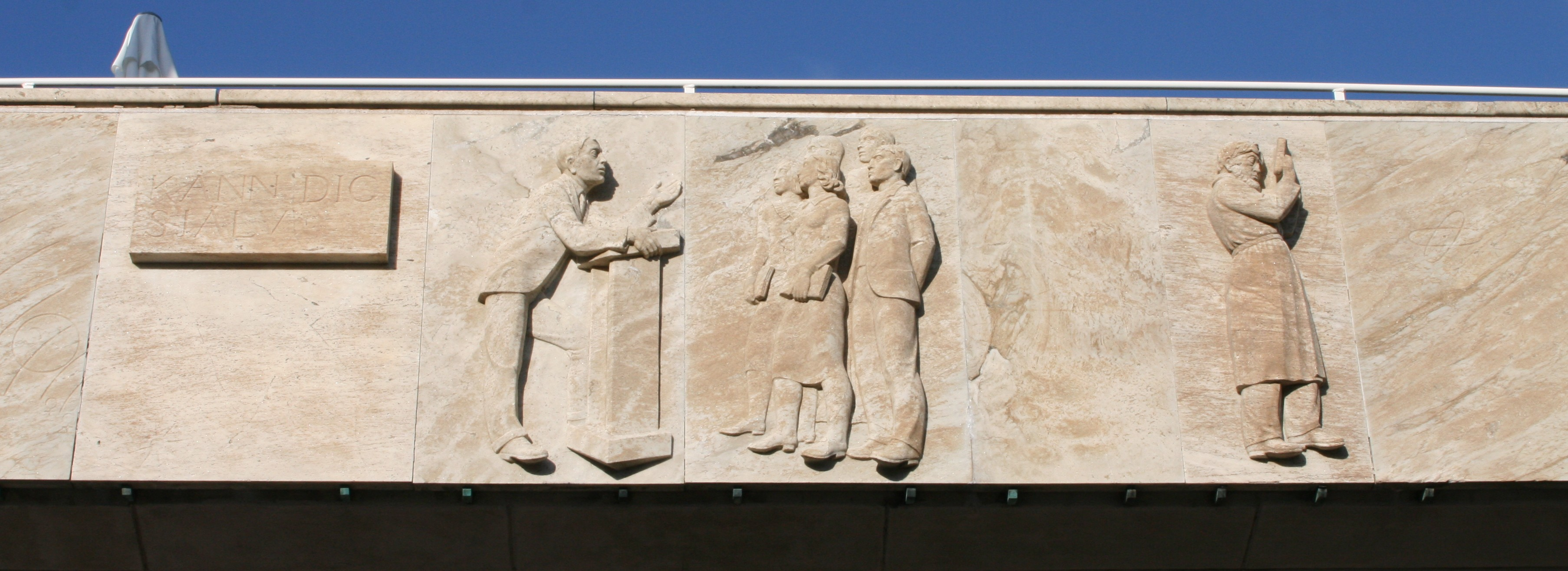
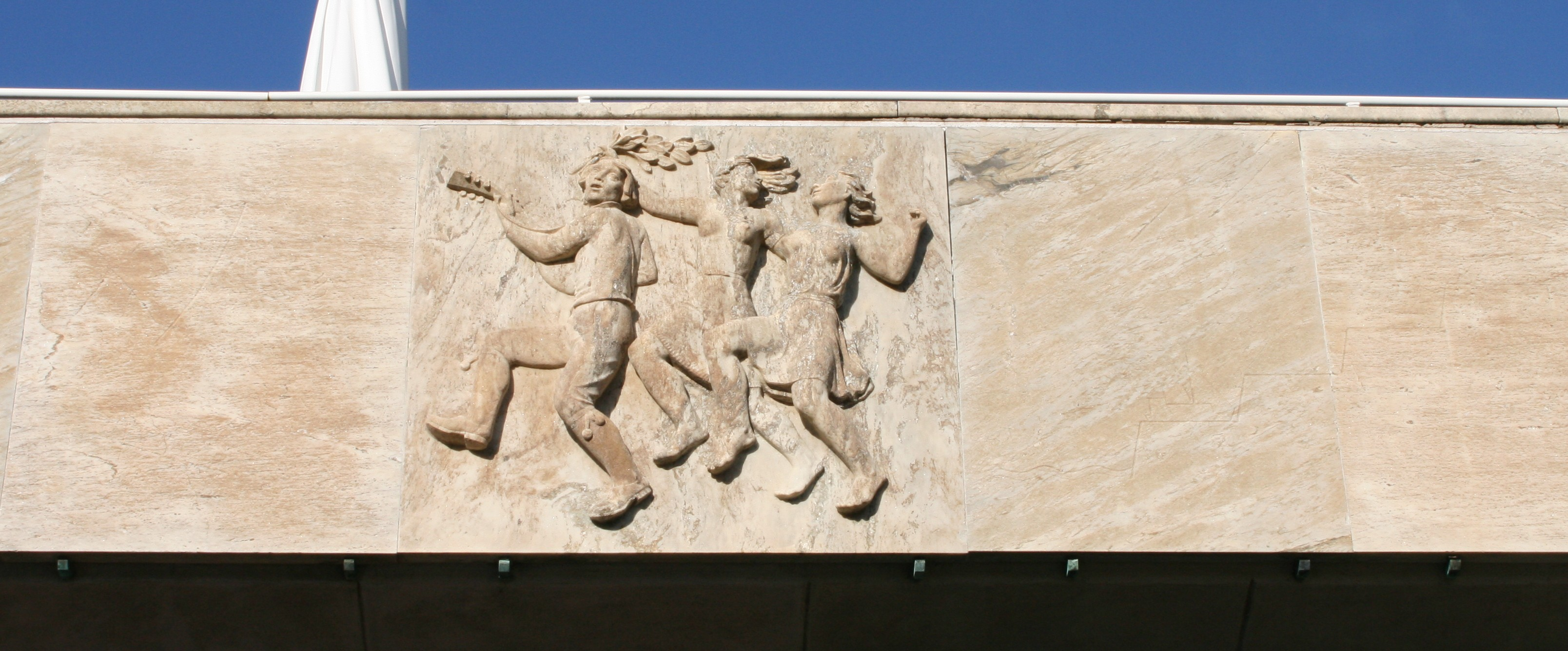
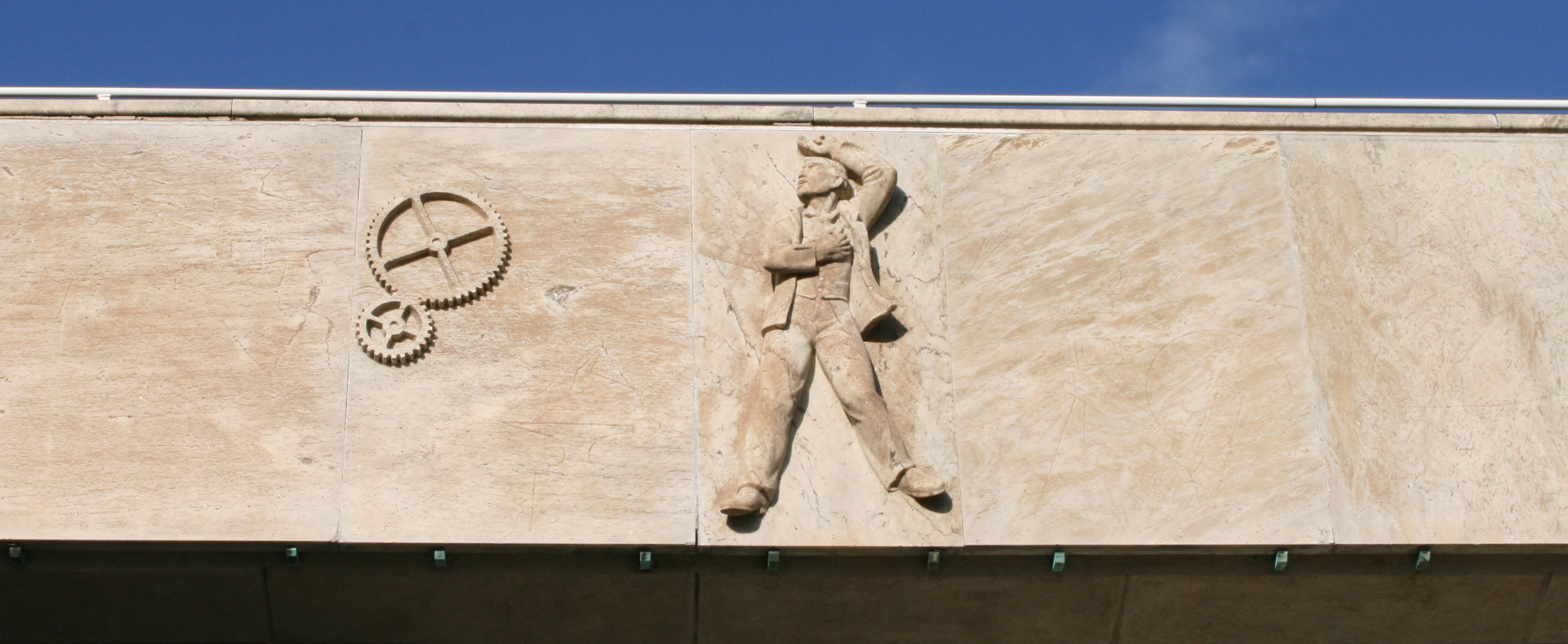
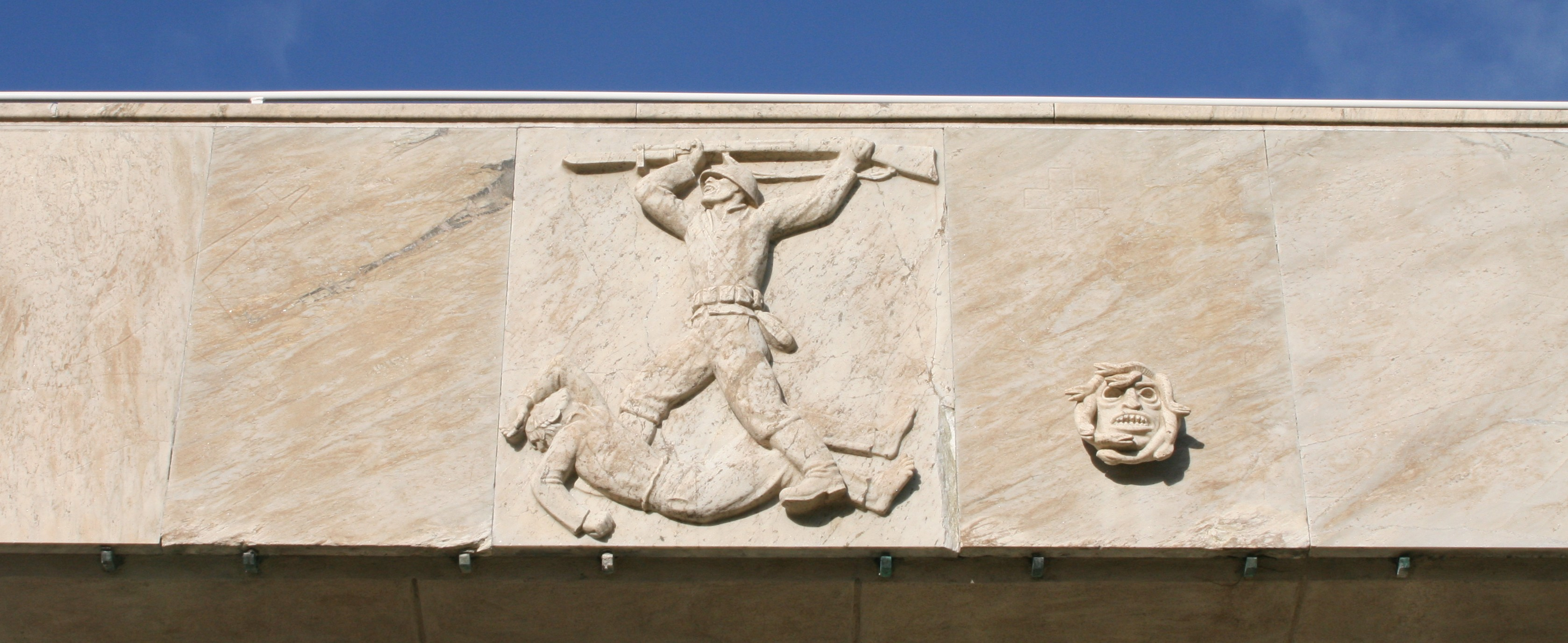
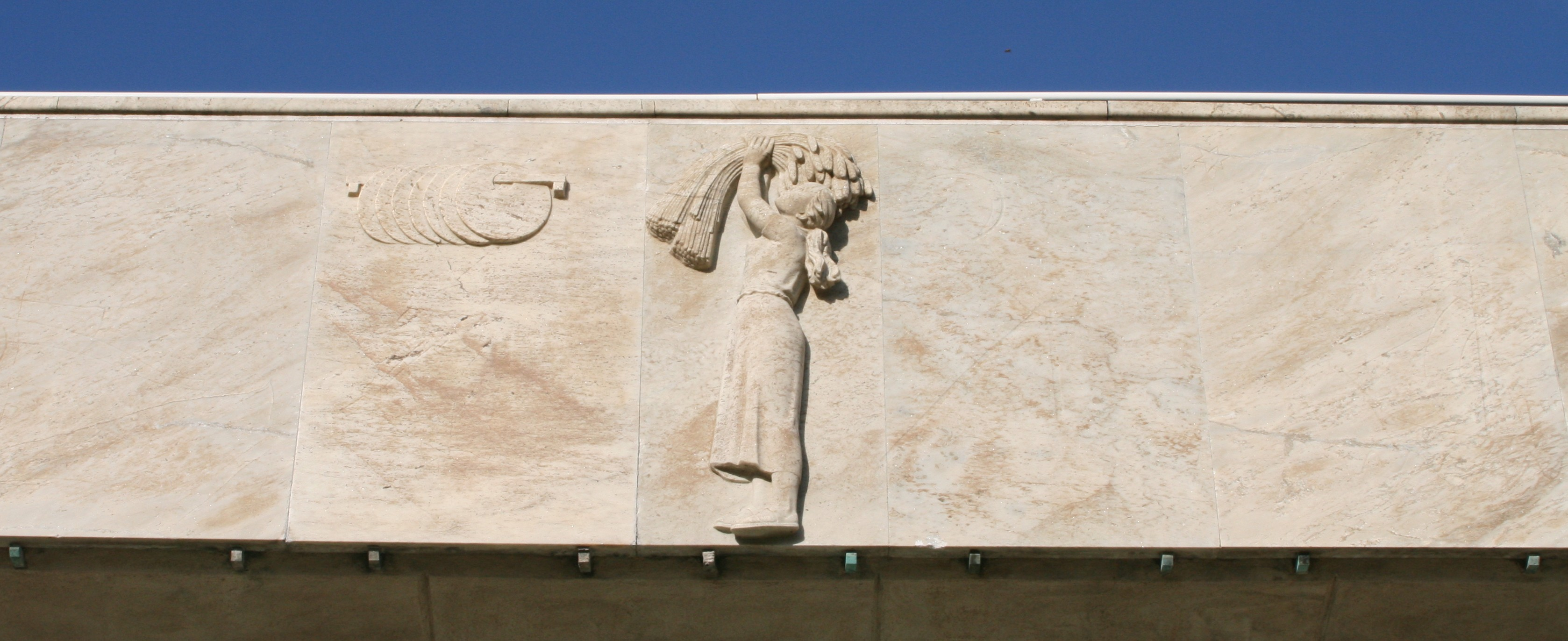
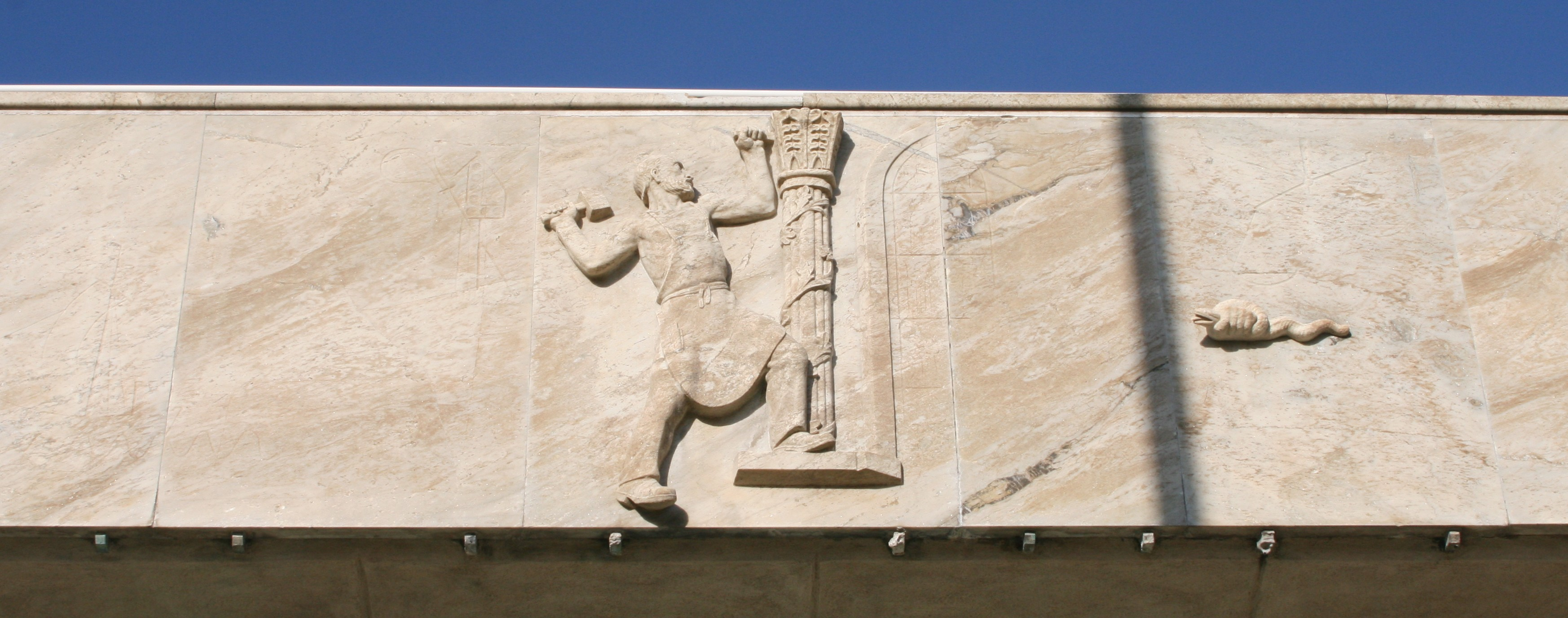
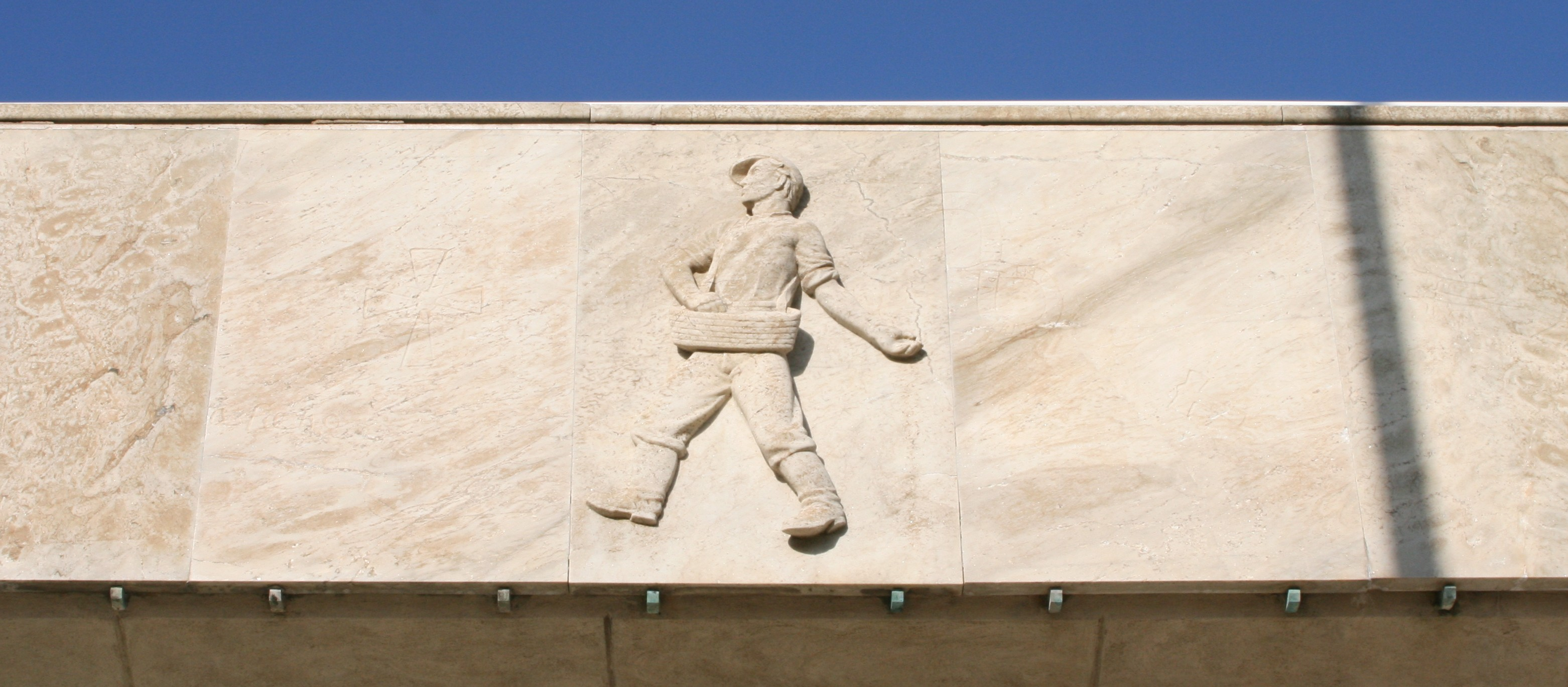
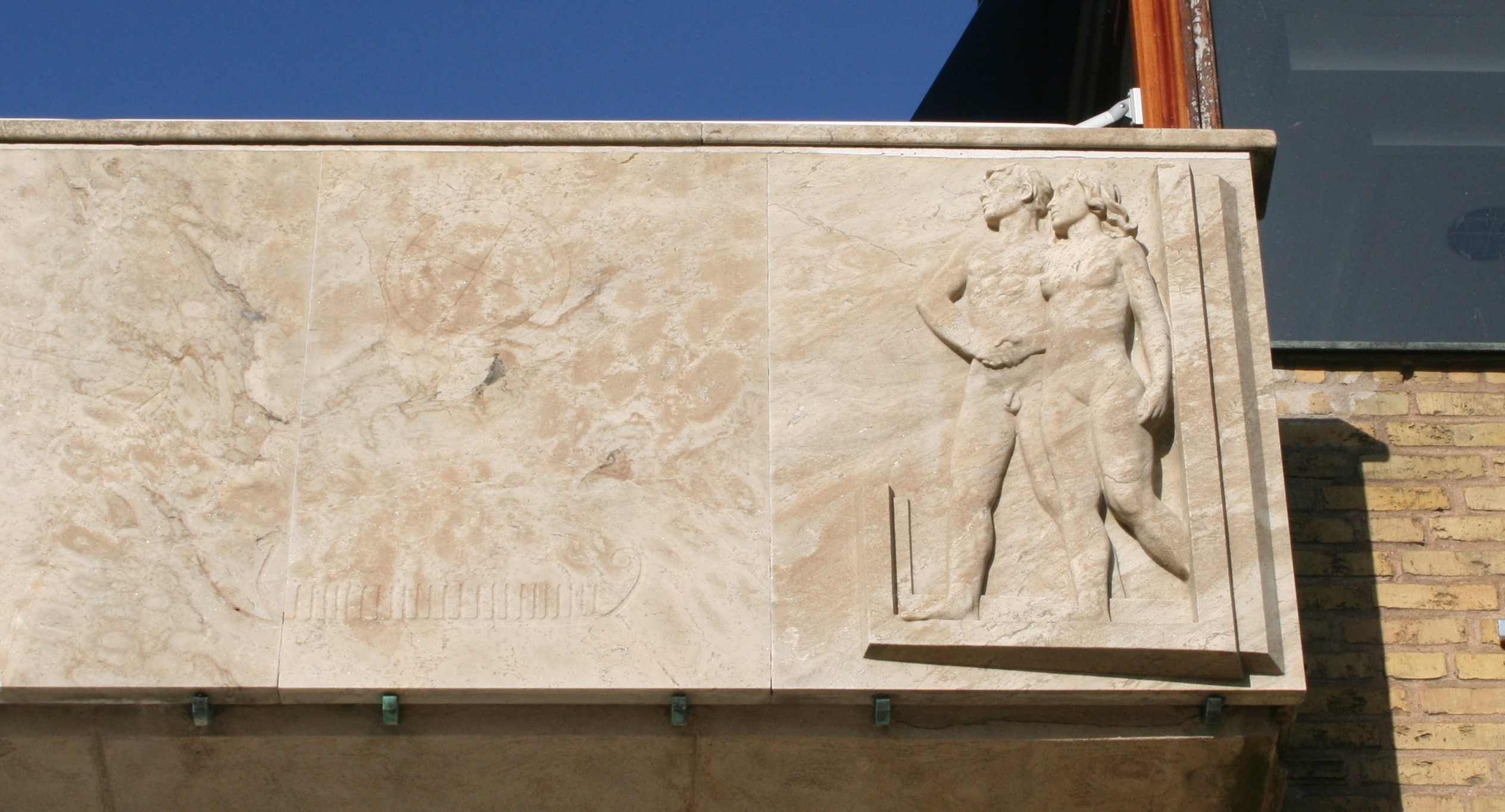
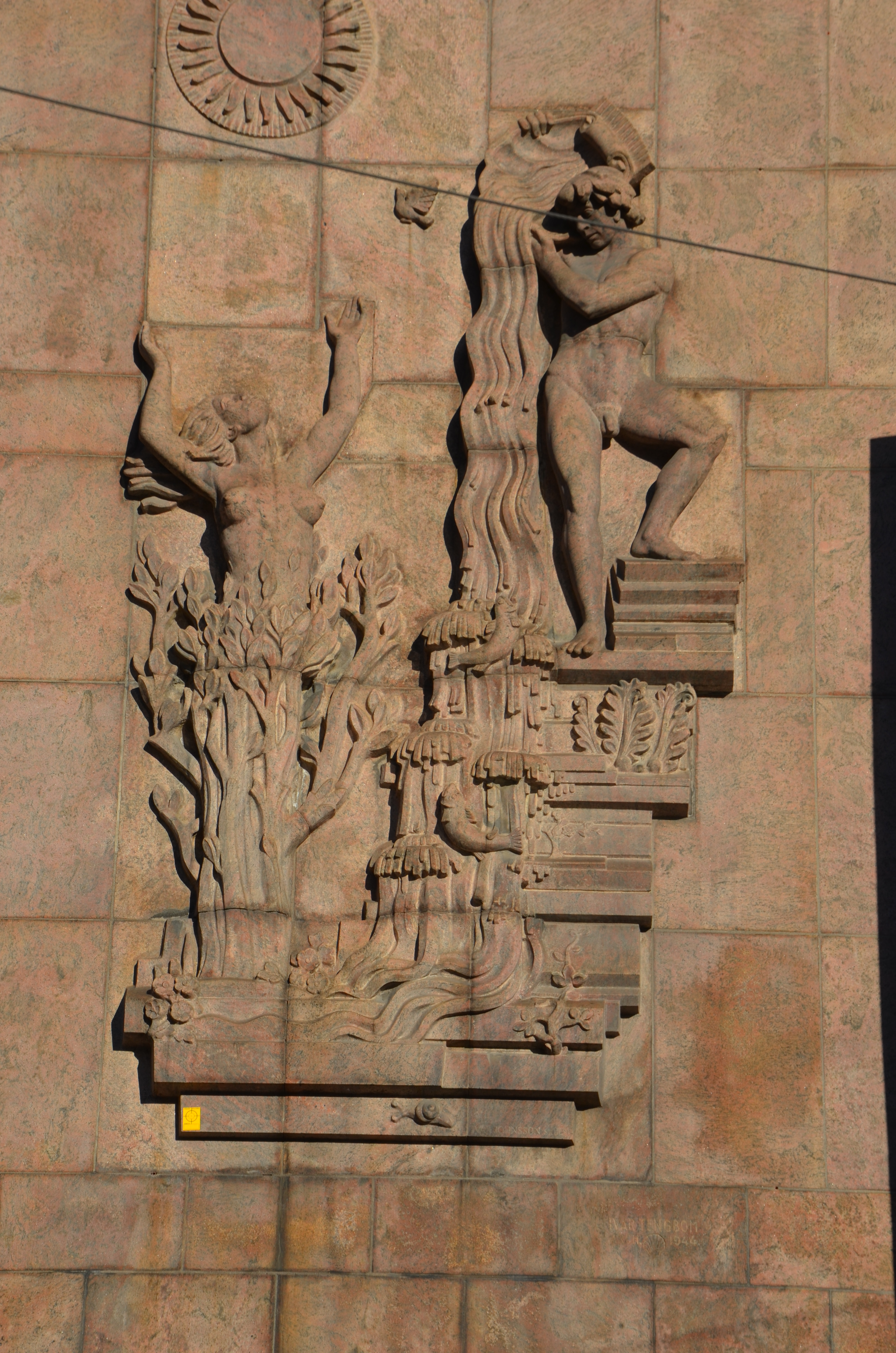
Allegori över de fyra elementen, relief i Stockholm
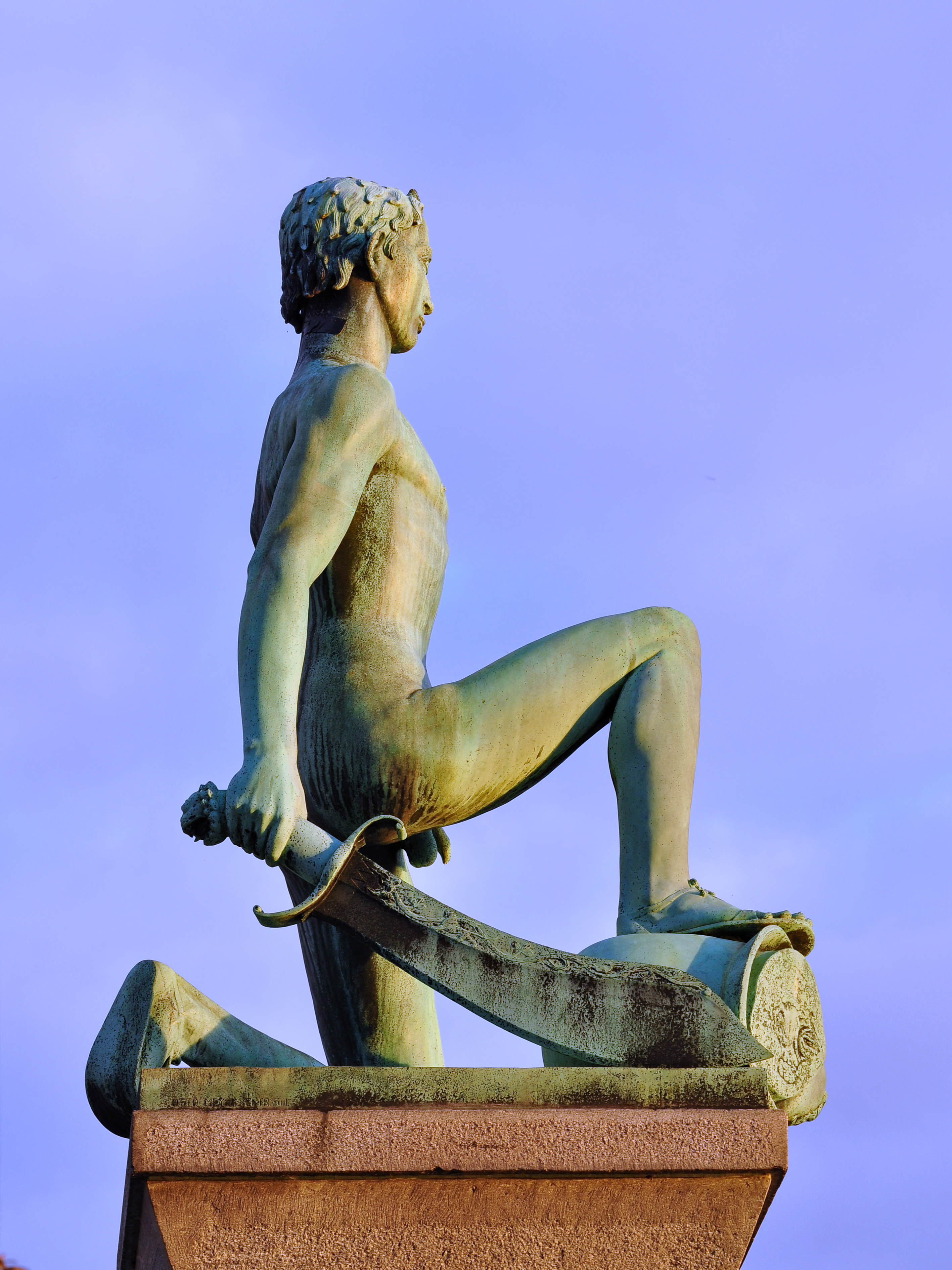
David, Zürich